# Красимир Тулечки
Красимир Николов Тулечки е български дипломат, посланик в Афганистан (2002 – 2007), Косово (2009 – 2010) и Турция (2010 – 2015). Членувал е в Българската комунистическа партия, бил е секретен сътрудник на Държавна сигурност (ДС).

## Биография
Красимир Тулечки е роден на 25 септември 1955 г. в град София, Народна република България. Син е на Никола  Харалампиев Тулечки, подполковник от Първо главно управление на Държавна сигурност.
Завършва висше образование в Института за международни отношения в Москва, СССР. Работи в отделите „Съседни страни“ и „Азия и Африка“ (1981 – 1985) на Министерството на външните работи на България.
През 1985 г. става секретен сътрудник на Държавна сигурност под псевдонима МИЧЕВ. След това е изпратен в посолството в Техеран, Иран. В периода от 1993 до 1996 г. е временно управляващ посолството в Адис Абеба, Етиопия. Между 2003 и 2007 г. е посланик на България в Кабул. В периода от октомври 2009 до август 2010 г. е посланик в Прищина. През септември 2010 г. става извънреден и пълномощен посланик на България в Анкара с указ на президента Георги Първанов. Въпреки решението на правителството на ГЕРБ за отзоваване на всички посланици, сътрудници на ДС, министър Николай Младенов не го отзовава. Освободен е от поста през юли 2015 г.